# Bermond Ier d'Uzès
Bermond Ier d'Uzès (v.1105-1181) est un seigneur d'Uzès et de Posquières, du XIIe siècle.

## Biographie

### Origines
Bermond est mentionné à partir de 1105. Il est le fils de Raymond Décan de Posquières, 2e seigneur d'Uzès et de Marie d'Uzès. Il a pour frères et sœurs : Faydide/Faidide d’Uzès, épouse d'Alphonse Jourdain, (« Anfos »), comte de Toulouse ; Aldebert, évêque de Nîmes (1141-1180) ; Raymond, évêque d'Uzès (1150-1188) Pierre, évêque de Lodève (1154-1161) ;  Raymond/Raimond, évêque de Viviers (1158-1160) ; Béatrice, héritière de la moitié de la seigneurie.

### Seigneur
Bermond se marie vers 1125 avec Roscie, fille de Raynon Ier du Caylar. Le frère de cette dernière a épousé Béatrice, sœur de Bermond.
À leur mort de son père, Bermond et sa sœur, Béatrice, héritent chacun de la moitié de leur père,. Il obtient la viguerie d'Uzès et le demi-castrum appelé depuis château du Duché.
Il reconnait à son frère Raymond, évêque de la ville, des possessions dans le nord du diocèse d'Uzès ainsi qu'une tour dans l'enceinte de la ville.
Il est mentionné comme seigneur de Posquières, à partir de 1168. Il hérite du titre à la mort de son neveu, Rostaing II de Posquières.

### Conseiller auprès du comte de Toulouse
En raison des liens familiaux entre le lignage d'Uzès et celui des comtes de Toulouse, Bermond appartient à l'entourage des comtes. Bermond est ainsi mentionné pour la première fois aux côtés du comte Alphonse Jourdain, (« Anfos »), son beau-frère, à Fourques, en 1143. Il s'agit d'une transaction passée entre l'archevêque d'Arles et le comte, dans laquelle est cité parmi les baron Bermond (Gallia Christiana nova, tome I, p. 97). Deux ans plus tard, le comte intervient à Uzès, au cours d'un plaid en sa faveur contre l'évêque d'Uzès. En juillet 1147, il semble présent à Toulouse dans un contexte de préparation à la croisade. Au cours de son absence, il semble très probable que la régence du comté ait été placé notamment « aux soins de » Bermond. Bermond semble très probablement le tuteur de l'héritier du comté de Toulouse, mais pour une courte durée, Raymond V étant devenu majeur. L'historien Laurent Macé (2000) considère qu'il exerce avec son frère, l'évêque Aldebert de Nîmes, une « influence capitale auprès de Raimond V ». 
Au cours de la première guerre baussenque (1145-1147), Bermond se trouve dans les troupes de Raymond Ier des Baux contre le comte de Provence. Il participe aux négociations à la fin du conflit (traité d'Arles, 1150). Avec la reprise du conflit, Bermond reste un élément important pour la politique du comte de Toulouse. En raison de son rôle, Bermond est tout autant qualifié de « homme illustre », « baron » ou encore « chevalier », toutefois Macé (2000) note que la filiation n'est jamais évoquée dans la documentation, on ne trouve ainsi par l'usage des termes « oncle » ou « neveu ». Les dernières apparitions auprès de son neveu datent de l'année 1174.
La proximité avec le comte de Toulouse fait que ses deux fils, Elzéar et Raymond, sont présents dès leur plus jeune âge à la cour comtale.
Bermond Ier d'Uzès et ses deux fils Elzéart II de Posquières et Raymond Rascas sont cités témoins dans l'acte de donation faite par Raymond VI à l'abbaye de Franquevaux, et passé à Beaucaire, en mai 1168, pendant la foire.
Son fils, Elzéar, hérite des titres et des biens de la branche de Posquières,.
Bermond Ier meurt en 1181,.

## Famille
Bermond Ier et Roscie ont :
- Elzéar, qui hérite de la seigneurie de Posquières ;
- Raymond Rascas, qui hérite de la seigneurie d'Uzès.

Charvet (1870) ajoutait d'autres fils :
- Pierre, abbé de Psalmody (Psalmodie) (1174), sous le nom de Pierre IV ;
- Guillaume (…-1207), qui succède sur le trône de Nîmes, en 1183, à son oncle Aldebert ;
- Bertrand, archidiacre d'Uzès ;
- Bermond, prieur de Posquières.